# カーバンクル (魔導物語)
カーバンクル（CARBUNCLE）はコンパイルのゲーム作品『魔導物語』シリーズおよびぷよぷよシリーズに登場するキャラクターであり、伝説の生物・カーバンクルをモチーフとしている。

## 形態
ウサギの耳のようなふたつの突起がある、小さな黄色い生き物である。
舌が異様に長く伸び、体は非常に柔らかい。額の赤い宝石「ルベルクラク」から強力な光線を出すことができる。好物はカレーライスとらっきょである。「ぐー！」や「がおー！」などとしか言わず、人間の言葉を発することはできない。
旧作では相棒のアルルの肩に乗れるほど小さかったが、『ぷよぷよフィーバー』以降の作品では若干大きく描かれているほか、旧作とは異なり感情によって口の中に描かれた記号が変化する。
『ぷよぷよ7』以降からセガの『ぷよぷよ』チームの一員である三瓶映は電撃オンラインとのインタビューの中で、カーバンクルは小動物であるがゆえにポーズをとらせるのが難しいとし、「目の位置や口の大きさなど、ちょっとしたバランスで印象が変わってしまうキャラクターでもあるので、扱いには緊張感があります。」と述べている。

## 劇中での扱い

### コンパイル時代
元々は同作のラスボスであるサタンがかわいがっていた愛玩動物だが、初出作品である『魔導物語2』において、アルルがライラの遺跡で宝石ルベルクラクを求めてサタンと戦った後、アルルはこの宝石を額に嵌めたカーバンクルを発見した際、宝石を奪うことはなく怯えているカーバンクルをなだめ、それ以降カーバンクルはアルルに付いていくようになった。その後も「女の子の方がいい」からと、サタンの元に帰らずに自分の意志でアルルの傍にいる。
ぷよぷよシリーズでは、『初代』と『通』では対戦中に画面内で踊ったり寝るなどの動作をしているのみの非対戦キャラクターだったが、『ぷよぷよSUN』では条件を満たすと隠しボスとして出現する。それ以降、対戦キャラクターとして登場する機会が多くなり、当該作品の大半において隠しキャラクターとなっている。
アルルからは「カーくん」、サタンからは「カーバンクルちゃん」などの愛称で呼ばれている。
『ぷよぷよ〜ん』では、GBC版以外の特技は「ぐっぐぐー（カーバンクルビーム）」、GBC版の特技は「おねがいカーくん」。
『ぷよぷよBOX』の「ごちゃまぜぷよぷよ」では、SUNスタイルの敵キャラとしてのみの登場なので特技はない。「ぷよぷよクエスト」ではプレイヤーのアルルが対戦バッジを持っている場合にアルルの自宅で対戦可能であるが、この対戦の場合はアルルが初期ステータスの場合、カーバンクルは1連鎖で1段、2連鎖で岩ぷよ1個といった非常に強力な攻撃力になるのに対し、アルルは5連鎖しても1段程度しか送れない。ただ6連鎖以上を成功させれば致死量を送れるほか、アルルのレベルをある程度上げればまともな勝負になる。

### セガ時代
『ぷよぷよフィーバー』以降の作品においても引き続き登場しており、このうち『ぷよぷよフィーバーチュー!』、『ぷよぷよ! Puyopuyo 15th anniversary』、『ぷよぷよテトリス』においてはアルルとコンビで登場している。また、プレイヤーキャラクターとして使える作品では『ぷよぷよeスポーツ』と『ぷよぷよテトリス2』を除いて全て隠しキャラクターとして登場している。このうち、『フィーバー』では条件を満たすと「はらはらコース」にて、ポポイに代わって隠し最終ボスとして登場する。
『7』以降はアルルと同じ連鎖ボイスを言っている。
『ぷよぷよ!』ではサタンから呼び捨てで呼ばれていたが、『MEDAL EDITION』の同内容の漫才デモでは旧シリーズ同様の「ちゃん」付けに修正され、『ぷよぷよ!!』以降も同様の呼ばれ方となっている。
『ぷよぷよクロニクル』のRPGモードでは最初からアルルと行動しているが、チームとして組むことができるのはエンディングを迎えてからとなる。また、それ以外のモードでも隠しキャラとなっている。

## 担当声優
- 榎本明美 - PCE版『ぷよぷよCD』
- 三石琴乃 - 『ぷよぷよ の〜てんSPECIAL』
- MOO仁井谷 - SS版『ぷよぷよ通』
- 姫月あやめ - 『ぷよぷよSUN』、『アルル漫遊記』、『わくわくぷよぷよダンジョン』、『魔導RUN』、SS版『魔導物語』、GBC版『ぽけっとぷよぷよ〜ん』、『みんなでぷよぷよ』、ディスクステーション収録ムービー
- 間宮くるみ - 『ぷよぷよ〜ん』
- 仲西環 - 『ぷよぷよフィーバー』、『ぷよぷよフィーバー2』、『ぷよぷよ7』、『ぷよぷよ!!』、『ぷよぷよ!!クエスト』、『ぷよぷよテトリス』、『ぷよぷよクロニクル』
- 金田朋子 - 『ぷよぷよ!!クエスト』[注釈 6]、『ぷよぷよテトリス2』
- エリン・フィッツジェラルド（英・テトリス）

『ぷよぷよフィーバー』以降の作品で声を担当している仲西は、2012年の「ぷよぷよフェスタ2012」のトークイベントの中で、カーバンクル役に選ばれた際は、人気のあるキャラクターゆえに自分が演じることに対して不安だったが、第一声を発した際、自分しかいないと感じたと振り返っている。
仲西が2020年3月14日に死去して以降は、金田朋子がカーバンクルの役を務めている。
また、2015年に上演された舞台作品「ぷよぷよ　オンステージ」では、ぬいぐるみが登場している。

## 現実世界での扱い

### 広報展開
一時期はコンパイルのマスコットキャラクターとして扱われており、1999年の時点ではオフィシャルグッズとしてカーバンクルをモチーフにした饅頭やレトルトカレーなどが販売されていた。
セガ移籍後も、アルルとコンビでグッズ化されるケースもあった一方、単体でグッズ化されたこともあった。
また、2021年の『ぷよぷよ!!クエスト』のテレビCMでは、すけとうだらとともに、女優の福原遥と共演している。

### セルフパロディなど
カーバンクルをもとにしたキャラクターがシリーズ外作品に登場したケースもあり、たとえばディスクステーション11号に収録されている「戦え !! 北出マン（前編）」という作品では「ブラック・カーバンクルロボ」が登場している。

## 反響

### 反響（コンパイル時代）
| 回     | 対象号 | 結果 | 備考                                      | 注     |
| ------ | ------ | ---- | ----------------------------------------- | ------ |
| 第1回  | 7号    | 2位  | 「なぞぷよ」にて登場                      | [ 17 ] |
| 第2回  | 8号    | -    | アンケートはがきの不備により実施できず    | [ 18 ] |
| 第3回  | 9号    | 3位  | 「なぞぷよ」ほかにて登場                  | [ 19 ] |
| 第4回  | 10号   | 5位  | 「なぞぷよ」にて登場                      | [ 20 ] |
| 第5回  | 11号   | 8位  | 「なぞぷよ」にて登場                      | [ 21 ] |
| 第6回  | 12号   | 2位  | 『魔導物語 はちゃめちゃ期末試験』にて登場 | [ 22 ] |
| 第7回  | 13号   | 2位  | 『アルル漫遊記』ほかにて登場              | [ 23 ] |
| 第8回  | 14号   | 4位  | 『ルルーの鉄拳春休み』ほかにて登場        | [ 24 ] |
| 第9回  | 15号   | 4位  | 「なぞぷよ」ほかにて登場                  | [ 25 ] |
| 第10回 | 16号   | 8位  | 「なぞぷよ」にて登場                      | [ 26 ] |
| 第11回 | 17号   | 7位  | 「白熱 ! ぷよりんぴっく !」               | [ 16 ] |
| 第12回 | 18号   | 7位  | 『セリリのはっぴーばーすでぃ』にて登場    | [ 27 ] |
| 第12回 | 19号   | 5位  | 『魔導RUN』にて登場                       | [ 28 ] |
| 第13回 | 20号   | 8位  | 『なぞぷよ』にて登場                      | [ 29 ] |
| 第14回 | 21号   | 5位  | 『SS魔導Javaゲーム』にて登場              | [ 30 ] |
| 第15回 | 22号   | 5位  | 『魔導対戦はさむんちょ』にて登場          | [ 31 ] |
| 第16回 | 23号   | 5位  | 『ぷよカード』にて登場                    | [ 32 ] |
| 第17回 | 24号   | 5位  | 「なわとびするカーバンクル」にて登場      | [ 33 ] |
| 第18回 | 25号   | 5位  | 壁紙                                      | [ 34 ] |
| 第19回 | 26号   | 7位  | 壁紙                                      | [ 35 ] |

### 反響（セガ時代）
2021年の『ぷよぷよ!!クエスト』8周年を記念した人気投票において、カーバンクルは10位にランクインした。